# Gymnocoronis
Gymnocoronis, rod glavočika iz podtribusa Adenostemmatinae, dio tribusa Eupatorieae. Njezine 4 vrste raširene su po Meksiku i tropskoj Americi

## Opis
Gymnocoronis karakterizira karakteristični papus koji se sastoji od 5 kvržica s viskoznim vrhom, sličan Adenostemmi. Rod uključuje 1 varijabilnu vrstu Meksiko-Gvatemala (koju su neki podijelili na čak 4 vrste) i drugu vrstu koja je široko rasprostranjena u Južnoj Americi. Potonja vrsta, G. spilanthoides, je vodena biljka koja se uzgaja kao biljka za akvarij/jezerce, ali se smatra potencijalno opasnom invazivnom biljkom na mjestima kao što su Novi Zeland i Australija (Panetta 2009).

## Vrste
1. Gymnocoronis latifolia Hook. & Arn.
2. Gymnocoronis matudae R.M.King & H.Rob.
3. Gymnocoronis sessilis S.F.Blake
4. Gymnocoronis spilanthoides DC.

## Sinonimi
Nema.